# Помпей Аппий Фаустин
Помпей Аппий Фаустин (лат. Pompeus Appius Faustinus) — римский политический деятель конца III века.
Фаустин, по всей видимости, был по происхождению африканцем. В 293/300 году он был корректором Кампании при Констанции I Хлоре. В 300 году Фаустин был назначен префектом Рима.